# Jedidiah Goodacre
Jedidiah Goodacre (Petrolia, Ontario, Canadá; 11 de enero de 1989) es un actor canadiense conocido por sus papeles en las películas, Zapped, Si hubiera espinas, Tomorrowland y Descendants.
En 2018 salió en la serie The Originals (los originales) de la cadena The CW interpretando a Roman.

## Vida personal
Tiene tres hermanas mayores y un hermano. En 2012, asistió a Vancouver Film School ubicada en Columbia Británica.

## Filmografía
|      | Título                   | Papel            | Notas                    |
| ---- | ------------------------ | ---------------- | ------------------------ |
| 2013 | Restless Virgins         | Cotton           | Película para televisión |
| 2014 | Way of the Wicked        | Matt             |                          |
| 2014 | Zapped                   | Tripp Van Winkle | Película para televisión |
| 2015 | Si Hubiera Espinas       | Jory Marquet     |                          |
| 2015 | Tomorrowland             | Jetpack Buddy    |                          |
| 2015 | Descendants              | Chad Charming    | Película para televisión |
| 2015 | Monster Trucks           | Jake             |                          |
| 2015 | Dude, Where's My Ferret? | Skeezix          |                          |
| 2016 | La Sospecha De Una Madre | Gary Smith       | Película para televisión |
| 2017 | "Descendants 2"          | Chad Charming    | Película para televisión |
| 2017 | " The Recall"            | Charlie          |                          |
| 2019 | Descendants 3            | Chad Charming    | Película de televisión   |
| 2023 | La mujer del momento     | Arnie            |                          |

## Series
| Año  | Título                                               | Personaje   | Notas                                 |
| ---- | ---------------------------------------------------- | ----------- | ------------------------------------- |
| 2015 | Los 100 (serie de televisión)                        | Craig       | 2 episodios                           |
| 2016 | Supernatural (serie de televisión)                   | Henry       | Temporada 11- episodio 12             |
| 2018 | The Originals                                        | Roman       | 3 episodios                           |
| 2019 | Legacies (serie de televisión)                       | Roman       | Temporada 1- Episodio 14              |
| 2019 | The order                                            | Kyle        | (temporada 1; invitado: temporada 2). |
| 2019 | Chilling Adventures of Sabrina (serie de televisión) | Dorian Grey | 2º Parte                              |
| 2020 | Chilling Adventures of Sabrina (serie de televisión) | Dorian Grey | 3º Parte                              |